# Joel Hernández
Joel Hernández Tifa (Teaneck, New Jersey, 12 de mayo de 1995) es un jugador de baloncesto dominico-estadounidense que juega de alero y su actual equipo es el Club Baloncesto Peixefresco Marín de la Liga LEB Oro.

## Carrera deportiva
Es un jugador formado durante cuatro temporadas en los Long Island Blackbirds, donde en su último año fue uno de los artífices de que su equipo llegase a la fase final de la NCAA con promedios de 20.5 puntos, 5.8 rebotes y 2.6 asistencias por partido.
Tras no ser drafteado en 2018, debutó como profesional en la Liga de baloncesto de Corea en las filas del Busan KT Sonicboom.
En septiembre de 2019, llega a España para completar la plantilla del Club Baloncesto Peixefresco Marín en su regreso a la Liga LEB Oro.